# Джулі Річардсон
Джулі Річардсон (англ. Julie Richardson; нар. 30 березня 1967) — колишня професійна новозеландська тенісистка. 
Здобула сім парних титулів туру WTA.
Найвищу одиночну позицію світового рейтингу — 102 місце досягла 2 січня 1989, парну — 33 місце — 7 лютого 1994 року.

## Фінали турнірів WTA

### Парний розряд (7 титулів, 7 поразок)
| Результат | Ранг | Дата           | Турнір                                     | Покриття  | Партнер              | Опоненти                       | Рахунок       |
| --------- | ---- | -------------- | ------------------------------------------ | --------- | -------------------- | ------------------------------ | ------------- |
| Перемога  | 1.   | 20 жовтня 1985 | Токіо, Японія                              | Тверде    | Белінда Кордвелл     | Лаура Аррая Бет Герр           | 6–4, 6–4      |
| Перемога  | 2.   | 26 жовтня 1986 | Сінгапур, Сінгапур                         | Тверде    | Анна-Марія Фернандес | Сенді Коллінз Шерон Волш       | 6–3, 6–2      |
| Перемога  | 3.   | 1 лютого 1987  | ASB Classic, Нова Зеландія                 | Тверде    | Анна-Марія Фернандес | Гретхен Раш Елізабет Мінтер    | 4–6, 6–4, 6–2 |
| Перемога  | 4.   | 3 травня 1987  | Сінгапур, Сінгапур                         | Тверде    | Анна-Марія Фернандес | Барбара Геркен Хетер Ладлофф   | 6–1, 6–4      |
| Поразка   | 1.   | 7 лютого 1988  | Fernleaf Classic 1988, Нова Зеландія       | Тверде    | Белінда Кордвелл     | Патті Фендік Джилл Гетерінгтон | 3–6, 3–6      |
| Поразка   | 2.   | 24 квітня 1988 | Taipei Women's Championships 1988, Тайвань | Килим (i) | Белінда Кордвелл     | Патті Фендік Енн Генрікссон    | 2–6, 6–2, 2–6 |
| Перемога  | 5.   | 24 липня 1988  | Скенектаді, США                            | Тверде    | Енн Генрікссон       | Лі Антонопліс Кеммі Макгрегор  | 6–3, 3–6, 7–5 |
| Перемога  | 6.   | 10 лютого 1991 | Wellington, Нова Зеландія                  | Тверде    | Джо-Анн Фолл         | Белінда Борнео Клер Вуд        | 2–6, 7–5, 7–6 |
| Перемога  | 7.   | 4 жовтня 1992  | Taipei, Тайвань                            | Тверде    | Джо-Анн Фолл         | Аманда Кетцер Кеммі Макгрегор  | 3–6, 6–3, 6–2 |

## Фінали ITF

### Одиночний розряд (4-4)
| Турніри $100,000 |
| Турніри $75,000  |
| Турніри $50,000  |
| Турніри $25,000  |
| Турніри $10,000  |

| Результат | Ранг | Дата            | Місце                          | Покриття | Опонент in final | Рахунок       |
| Перемога  | 1.   | 11 червня 1984  | Фріголд-Боро (Нью-Джерсі), США | Тверде   | Лінда Гауелл     | 3–6, 6–1, 6–3 |
| Runner–up | 2.   | 30 липня 1984   | Делрей-Біч, США                | Тверде   | Elvyn Barrable   | 6–1, 5–7, 6–7 |
| Перемога  | 3.   | 30 квітня 1990  | Бангкок, Таїланд               | Тверде   | Такаґі Тамака    | 4–6, 6–3, 6–2 |
| Runner–up | 4.   | 2 березня 1992  | Мілдьюра, Австралія            | Трава    | Джейн Тейлор     | 6–7, 3–6      |
| Runner–up | 5.   | 9 березня 1992  | Водонга, Австралія             | Трава    | Кейт Макдоналд   | 0–6, 6–7      |
| Перемога  | 6.   | 16 березня 1992 | Канберра, Австралія            | Трава    | Крістін Кунс     | 6–2, 6–0      |
| Runner–up | 7.   | 23 березня 1992 | Ньюкасл (Австралія), Австралія | Трава    | Джейн Тейлор     | 3–6, 6–3, 3–6 |
| Перемога  | 8.   | 26 жовтня 1992  | Саґа (Саґа), Японія            | Трава    | Тесса Прайс      | 6–2, 7–6(8)   |

### Парний розряд (16–4)
| Результат | Ранг | Дата             | Місце                          | Покриття | Партнерing            | Опонент in final                   | Рахунок        |
| --------- | ---- | ---------------- | ------------------------------ | -------- | --------------------- | ---------------------------------- | -------------- |
| Перемога  | 1.   | 28 травня 1984   | Флемінгтон (Нью-Джерсі), США   | Тверде   | Белінда Кордвелл      | Беверлі Бовіс Becky Callan         | 6–0, 6–1       |
| Перемога  | 2.   | 25 червня 1984   | Чатгем (Іллінойс), США         | Тверде   | Белінда Кордвелл      | Rebeca Bryant Aschara Maranon      | 6–2, 6–0       |
| Перемога  | 3.   | 9 липня 1984     | Вест-Палм-Біч, США             | Ґрунт    | Белінда Кордвелл      | Патті Фендік Лінда Гауелл          | 7–6, 6–7, 6–3  |
| Перемога  | 4.   | 30 липня 1984    | Делрей-Біч, США                | Тверде   | Белінда Кордвелл      | Лінда Гейтс Синтія Макгрегор       | 7–5, 6–0       |
| Перемога  | 5.   | 15 жовтня 1984   | Ньюкасл (Австралія), США       | Трава    | Белінда Кордвелл      | Аманда Тобін Аннетт Галлі          | 6–3, 6–2       |
| Перемога  | 6.   | 22 жовтня 1984   | Сідней, Австралія              | Ґрунт    | Белінда Кордвелл      | Jackie Masters Michele Parun       | 6–0, 6–2       |
| Runner–up | 7.   | 22 жовтня 1984   | Сідней, Австралія              | Трава    | Белінда Кордвелл      | Diane Farrell Аннетт Галлі         | 3–6, 3–6       |
| Перемога  | 8.   | 11 березня 1985  | Аделаїда, Австралія            | Тверде   | Белінда Кордвелл      | Луїс Філд Дженін Томпсон           | 6–2, 2–6, 6–2  |
| Runner–up | 9.   | 30 вересня 1985  | Тіба, Японія                   | Тверде   | Белінда Кордвелл      | Ніжі Діас Патрісія Медрадо         | 6–4, 4–6, 4–6  |
| Перемога  | 10.  | 7 квітня 1986    | Аделаїда, Австралія            | Gras     | Анна-Марія Фернандес  | Бренда Перрі Теміс Замбржицькі     | 6–2, 6–1       |
| Перемога  | 11.  | 14 квітня 1986   | Канберра, Австралія            | Gras     | Анна-Марія Фернандес  | Луїс Філд Елізабет Мінтер          | 5–7, 6–3, 6–3  |
| Перемога  | 12.  | 25 вересня 1989  | Тіба, Японія                   | Тверде   | Белінда Кордвелл      | Їда Ей Кідовакі Мая                | 6–7, 4–6       |
| Перемога  | 13.  | 30 квітня 1990   | Бангкок, Таїланд               | Тверде   | Джейн Томас           | Kim Il-soon Lee Jeong-myung        | 6–4, 6–4       |
| Runner–up | 14.  | 17 вересня 1990  | Тіба, Японія                   | Тверде   | Ева Пфафф             | Мішелл Джаггерд-Лай Маріанн Вердел | 4–6, 7–6, 6–7  |
| Перемога  | 15.  | 2 березня 1992   | Мілдьюра, Австралія            | Трава    | Аманда Трейл          | Кейт Макдоналд Кіррілі Шарп        | 7–6(5), 7–6(3) |
| Перемога  | 16.  | 9 березня 1992   | Водонга, Австралія             | Трава    | Аманда Трейл          | Danielle Jones Крістін Кунс        | 6–4, 6–4       |
| Перемога  | 17.  | 16 березня 1992  | Канберра, Австралія            | Трава    | Аманда Трейл          | Danielle Jones Крістін Кунс        | 6–3, 6–3       |
| Перемога  | 18.  | 23 березня 1992  | Ньюкасл (Австралія), Австралія | Трава    | Аманда Трейл          | Michelle Anderson Джейн Тейлор     | 6–4, 6–2       |
| Runner–up | 19.  | 27 квітня 1992   | Джакарта, Індонезія            | Ґрунт    | Трейсі Мортон-Роджерс | Керрі-Енн Г'юз Крістін Кунс        | 6–7, 2–6       |
| Перемога  | 20.  | 2 листопада 1992 | Матіда (Токіо), Японія         | Трава    | Мішелл Джаггерд-Лай   | Інгелісе Дрігейс Кідовакі Мая      | 6–3, 7–5       |